# Christian Gomis
Christian Gomis (* 25. August 1998 in Dakar) ist ein senegalesisch-französischer Fußballspieler.

## Karriere
Christian Gomis erlernte das Fußballspielen in den Jugendmannschaften von Stade Vernolitain, US Verneuil sowie in der Jugendakademie von Paris Saint-Germain.
Von 2017 bis Mitte 2018 stand er beim französischen Drittligisten RC Pacy Ménilles unter Vertrag. Für den Verein aus Pacy-sur-Eure bestritt er 13 Ligaspiele. Den Rest des Jahres spielte er für den italienischen Verein ASD Cordenons Calcio. Am 1. Januar 2019 wechselte er bis Saisonende zum ebenfalls in der dritten Liga spielenden ÉF Bastia nach Biguglia auf die Insel Korsika. Die Saison 2019/20 spielte er in der zweiten Mannschaft von Paris Saint-Germain. Der bulgarische Erstligist Lokomotive Plowdiw verpflichtete ihn Anfang Oktober 2020. Am Ende der Saison 2020/21 feierte er mit dem Verein die Vizemeisterschaft. In zwei Spielzeiten bestritt er für den Verein aus Plowdiw 49 Ligaspiele. Ende Juli 2022 zog es ihn nach Ungarn, wo er sich dem Erstligisten Honvéd Budapest anschloss. Am Ende der Saison musste er mit dem Klub aus der Hauptstadt Budapest als Tabellenvorletzter den Weg in die Zweitklassigkeit antreten. Nach dem Abstieg verließ er den Verein. Im August 2023 nahm ihn der ungarische Erstligist Mezőkövesd-Zsóry SE unter Vertrag. Nach einer Spielzeit, in der er 17 Ligaspiele bestritt, zog es ihn nach Asien. In Thailand unterschrieb er im Juni 2024 einen Vertrag beim Erstligisten BG Pathum United FC. Nach einer Spielzeit, in der er 28 Ligaspiele bestritt, wurde sein Vertrag im Sommer 2025 nicht verlängert. Im Juni 2025 nahm ihn der ebenfalls in der ersten Liga spielende Uthai Thani FC unter Vertrag.

## Erfolge
Lokomotive Plowdiw
- Bulgarischer Vizemeister: 2020/21